# منطقة ماين كوبلنز
ماين كُوبلنز (بالأَلمانِيَّة: Landkreis Mayen-Koblenz) هي دائِرَة أَلمانِيَّة تَّابعة لمُحافظة كُوبلنز في وِلاَية راينلند بالاتينات في جُمهُوريَّة أَلمَانيَا الاِتّحاديّة. بمِساحة تُقَدَّر بحَوالَي 817,25 كم².

## وُصلات خارجيّة
- الصّفحة الرّسميّة لماين كُوبلنز (باللُّغَةُ الألمانِيّة).

## مَراجع
1. ↑  . منطقة ماين كوبلنز http://www.infothek.statistik.rlp.de/MeineHeimat/content.aspx?id=101&g=07137&l=1&tp=32767. {{استشهاد ويب}}: |url= بحاجة لعنوان (مساعدة) والوسيط |title= غير موجود أو فارغ (من ويكي بيانات) (مساعدة)
2. 1 2 3  GeoNames (بالإنجليزية), 2005, QID:Q830106
3. ↑  GeoNames (بالإنجليزية), 2005, QID:Q830106